# 레자 라피

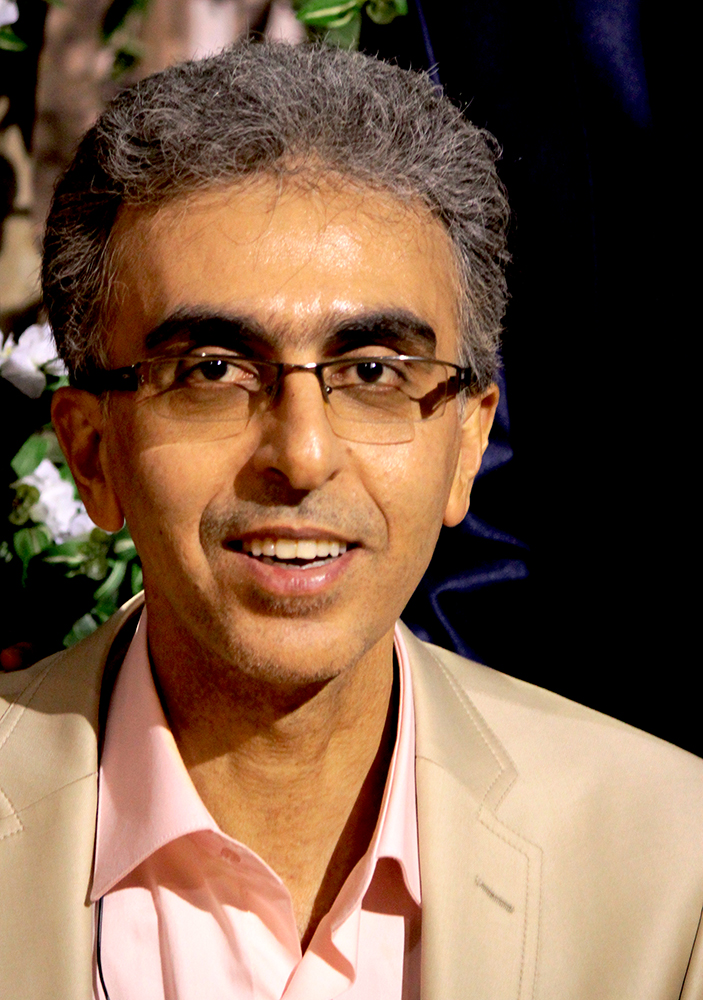

레자 라피(페르시아어: رضا رفیع, 본명: 모함마드 레자 라피자데(페르시아어: محمدرضا رفیع زاده), 1964년 7월 6일 ~ )는 이란의 시인, 작가, 언론인이다.
대학교에서 페르시아어, 페르시아어 문학 석사 학위를 취득한 이후에 여러 문학 작품들을 발표했다. 또한 언론, 방송 활동을 통해 대중들의 주목을 받았다.